# Елизабет Кристина Улрика фон Брауншвайг-Волфенбютел
Елизабет Кристина Улрика фон Брауншвайг-Волфенбютел (на немски: Elisabeth Christine Ulrike von Braunschweig-Wolfenbüttel; * 9 ноември 1746, Волфенбютел; † 18 февруари 1840, Щетин) от род Велфи, е родена принцеса от Брауншвайг-Волфенбютел и чрез женитба до развода през 1769 г. тронпринцеса на Прусия.

## Живот
Дъщеря е на херцог Карл I фон Брауншвайг-Волфенбютел и Филипина Шарлота Пруска, по-малката сестра на Фридрих Велики и дъщеря на крал Фридрих Вилхелм I.
Елизабет Кристина се омъжва 14 юли 1765 г. за първия си братовчед престолонаследника и по-късен крал Фридрих Вилхелм II фон Прусия (1744 – 1797). Той има метреса, а тя любовник. Те се развеждат през 1769 г. Елизабет Кристина е заведена като държавна затворничка в двореца на Щетин. Тя не вижда повече дъщеря си и семейството си. Фридрих Вилхелм IV е единственият, който я посещава.
Елизабет Кристина живее 93 години. Погребана е в построения от нея мавзолей в парка. На 19 юли 1849 г. е преместена в дворцовата църква на Щетин. Според други източници тя е погребана в катедралата в Краков.

## Деца
Елизабет Кристина и Фридрих Вилхелм II имат една дъщеря:
- Фридерика (1767 – 1820), омъжена 1791 за херцог Фридрих Август от Йорк.